# Pișchia
Pișchia is een gemeente in het Roemeense district Timiș en ligt in de regio Banaat in het westen van Roemenië. De gemeente telt 2813 inwoners (2005).

## Geografie
De oppervlakte van Pișchia bedraagt 123,61 km², de bevolkingsdichtheid is 23 inwoners per km².
De gemeente bestaat uit de volgende dorpen: Bencecu de Jos, Bencecu de Sus, Murani, Pișchia, Sălciua Nouă.

## Demografie
Van de 3006 inwoners in 2002 zijn 2812 Roemenen, 64 Hongaren, 12 Duitsers, 56 Roma's en 62 van andere etnische groepen.
Onderstaande figuur toont het verloop van het inwoneraantal vanaf 1880.

## Politiek
De burgemeester van Pișchia is Ioan Sas (PNG).

## Geschiedenis
In 1332 werd Pișchia officieel erkend.
De historische Hongaarse en Duitse namen zijn respectievelijk Hidasliget en Bruckenau.
Balinț · Banloc · Bara · Bârna · Beba Veche · Becicherecu Mic · Belinț · Bethausen · Biled · Birda · Bogda · Boldur · Brestovăț · Cărpiniș · Cenad · Cenei · Checea · Chevereșu Mare · Comloșu Mare · Coșteiu · Criciova · Curtea · Darova · Denta · Dudeștii Noi · Dudeștii Vechi · Dumbrava · Dumbrăvița · Fibiș · Fârdea · Foeni · Gavojdia · Ghilad · Ghiroda · Ghizela · Giarmata · Giera · Giroc · Giulvăz · Gottlob · Iecea Mare · Jamu Mare · Jebel · Lenauheim · Liebling · Lovrin · Margina · Mașloc · Mănăștiur · Moravița · Moșnița Nouă · Nădrag · Nițchidorf · Ohaba Lungă · Orțișoara · Parța · Pădureni · Peciu Nou · Periam · Pietroasa · Pișchia · Racovița · Remetea Mare · Sacoșu Turcesc · Saravale · Satchinez · Săcălaz · Secaș · Sânandrei · Sânmihaiu Român · Sânpetru Mare · Șag · Şandra · Știuca · Teremia Mare · Tomești · Tomnatic · Topolovățu Mare · Tormac · Traian Vuia · Uivar · Valcani · Variaș · Victor Vlad Delamarina · Voiteg